# Hubert Pott
Hubert Pott (* 15. Juni 1882 in Dortmund; † nach 1919) war ein deutscher Jurist und Politiker (DNVP).

## Leben
Pott hatte Jura studiert und wurde 1909 in Göttingen promoviert. Ab ca. 1913 lebte er in Schwerin, wo er stellvertretender Bankdirektor war und später zum Bankdirektor aufstieg. 1919 wurde er für die DNVP Abgeordneter im Verfassunggebenden Landtag von Mecklenburg-Schwerin, wobei er für den Abgeordneten Julius Zimmermann nachrückte.

## Schriften
- Die Übertragung der Namensaktie. Noske, Borna-Leipzig 1908 (Göttingen, Univ., Diss., 1909).